# Nagroda Orła Jana Karskiego
Nagroda Orła Jana Karskiego – ustanowiona została 5 maja 2000 r. przez prof. Jana Karskiego (1914–2000), kuriera wojennego Rządu RP na uchodźstwie, świadka Holocaustu i Sprawiedliwego wśród Narodów Świata. Jan Karski wyraził wolę, by nagroda ta trafiała do osób, które „godnie nad Polską potrafią się zafrasować” oraz do tych, którzy „nie będąc Polakami, dobrze Polsce życzą”. Nagroda ma charakter honorowy i nie jest z nią związana żadna gratyfikacja finansowa, gdyż jak argumentował pomysłodawca „godność jest nieprzeliczalna na pieniądze”. Symbolizuje ją statuetka Orła, którego projekt zaakceptował Jan Karski. Stronę organizacyjną nagrody powierzył Waldemarowi Piaseckiemu.

## Kapituła
Kapituła Nagrody Orła składa się z osób, które otrzymały tę nagrodę. Jej pierwszym przewodniczącym był Jacek Kuroń, który jako jedyny dostąpił zaszczytu odebrania nagrody bezpośrednio z rąk fundatora. We wręczeniu nagrody ks. Tischnerowi Jan Karski uczestniczył telefonicznie. Kapituła przyznaje nagrodę corocznie 24 czerwca, w dniu urodzin Jana Karskiego.

## Laureaci
- 2000: Jacek Kuroń, Józef Tischner[1]

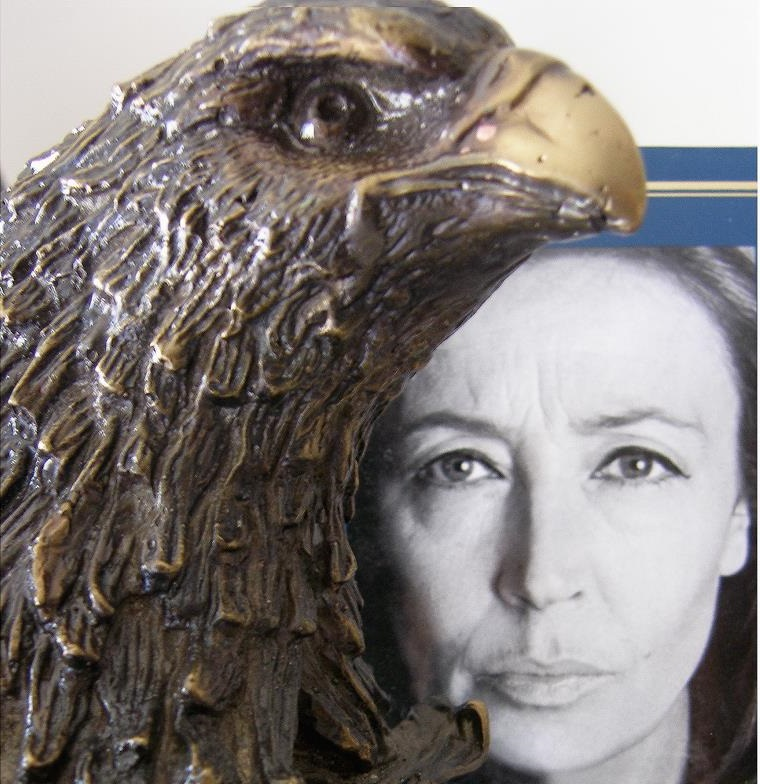
Orzeł Jana Karskiego przyznany w 2005 r. Orianie Fallaci

- 2001: Rabin Jacob Baker z Jedwabnego i Krzysztof Godlewski, burmistrz z Jedwabnego[3]
- 2002: Grzegorz Pawłowski, Marek Edelman[1]
- 2003: Tadeusz Mazowiecki, Alfons Nossol[1]
- 2004: Wiktor Juszczenko, Feliks Tych[4]
- 2005: Tygodnik Powszechny, Oriana Fallaci[5]
- 2006: Adam Michnik[6] i Abraham Foxman[7]
- 2007: Elie Wiesel, Tadeusz Pieronek[8][9]
- 2008: Szimon Peres[10], Bronisław Geremek[11]
- 2009: Stanisław Dziwisz[12], Instytut Hoovera[13]
- 2010: Aleksander Kwaśniewski, Leopold Unger[14]
- 2011: Lech Wałęsa, Michaił Gorbaczow[15]
- 2012: Karol Modzelewski, Muzeum Holokaustu w Waszyngtonie[16]
- 2013: Richard Pipes, film „Pokłosie”[17]
- 2014: Rodzina Kozielewskich, Rotary International[18]
- 2015: Julian Kornhauser[19], Boris Niemcow[20]
- 2016: Nadija Sawczenko[21], Artur Schneier[22]
- 2017: Rabin Abraham Skórka, Ks. Ibrahim Al-Sabbagh[23]
- 2018: Władysław Anders, Muzeum Bojowników Getta[2]
- 2019: Paweł Adamowicz (przyznana 14 stycznia 2019, kilka godzin po komunikacie o śmierci)[24][25], Franciszek Dąbrowski (pośmiertnie)[26]
- 2020: Ludwik Wiśniewski, Dominika Kulczyk[27][28]
- 2021: Lampedusa, Remigiusz Korejwo i Jan Holoubek[29]
- 2022: Wołodymyr „Wowka” Bigun, społeczeństwo polskie (za solidarność z ludnością Ukrainy[30])[31][32].
- 2023: Horst Koehler i Międzynarodowy Trybunał Karny w Hadze[33]
- 2024: Adam Strzembosz[34], Vera Jourova[35]
- 2025: Yad Vashem[36][37][38], Ronald S. Lauder[39][40]

## Edycje specjalne
Oprócz Nagród rocznych, przyznawane są okazjonalnie Nagrody Specjalne honorujący dorobek i zasługi laureatów w dłuższym planie czasowym, niekiedy życiowym. Dotychczasowi laureaci:
- Walentyna Janta-Połczyńska (2016)[41]
- Herbert Hoover (pośmiertnie, 2019)[42]
- Białoruskie Centrum Obrony Praw Człowieka „Wiosna” (2020)[43]
- Aleksiej Nawalny (2021)[44]
- Wołodymyr Zełenski (2022)[45][46]
- Alex Dancyg (2024)[47]
- ks. Adam Boniecki MIC (2024)[48]